# جيوفاني فارجلين
جيوفاني فارجلين (بالإيطالية: Giovanni Varglien)‏ (النطق الإيطالي: ‎[dʒoˈvanni ˈvarʎen]‏) (16 مايو 1911 – 16 أكتوبر 1990)، ويعرف أيضًا ب فارجلين الثاني، كان مدربَ كرةِ قدمٍ ولاعٍبَ وسطٍ إيطاليًا من رييكا.

## المسيرة الكروية
لعب فارجلين أغلب مسيرته الكروية لنادي يوفنتس، وقد لعب أيضًا لموسم واحد مع نادي مسقط رأسه فيومانا، وكذلك لنادي باليرمو.

## المسيرة الدولية
مثل فارجلين المنتخب الإيطالي في ثلاث مناسبات بين عامي 1936 و1937.

## الألقاب
يوفنتوس
- الدوري الإيطالي: (1930–31، 1931–32، 1932–33، 1933–34، 1934–35)
- كأس إيطاليا: (1937–38، 1941–42)

باليرمو
- الدوري الإيطالي الدرجة الثانية: (1947–48)

## روابط خارجية
- جيوفاني فارجلين على فرق كرة القدم الوطنية.كوم